# Chilocarpus sarawakensis
Chilocarpus sarawakensis är en oleanderväxtart som beskrevs av D.J.Middleton. Chilocarpus sarawakensis ingår i släktet Chilocarpus och familjen oleanderväxter. Inga underarter finns listade i Catalogue of Life.